# ويلي رايت
ويلي رايت (بالإنجليزية: Willie Wright)‏ هو مغني أمريكي، ولد في 7 يوليو 1939.